# 욧카이치 아스나로 철도
욧카이치 아스나로 철도(일본어: 四日市あすなろう鉄道 よっかいちあすなろうてつどう[*])는 일본 미에현 욧카이치시에 철도 노선을 운영하고 있으며 긴키 닛폰 철도와 욧카이치시가 합작하여 설립한 철도 회사이다.

## 운영 노선
긴키 닛폰 철도(긴테쓰)의 노선이었던 2개 노선을 운행 중이다.
- 우쓰베 선: 아스나로욧카이치 역 - 우쓰베 역 간 5.7 km (8개 역)
- 하치오지 선: 히나가역 - 니시히노 역 간 1.3 km (2개 역)

## 철도 차량
- 260계(ja)

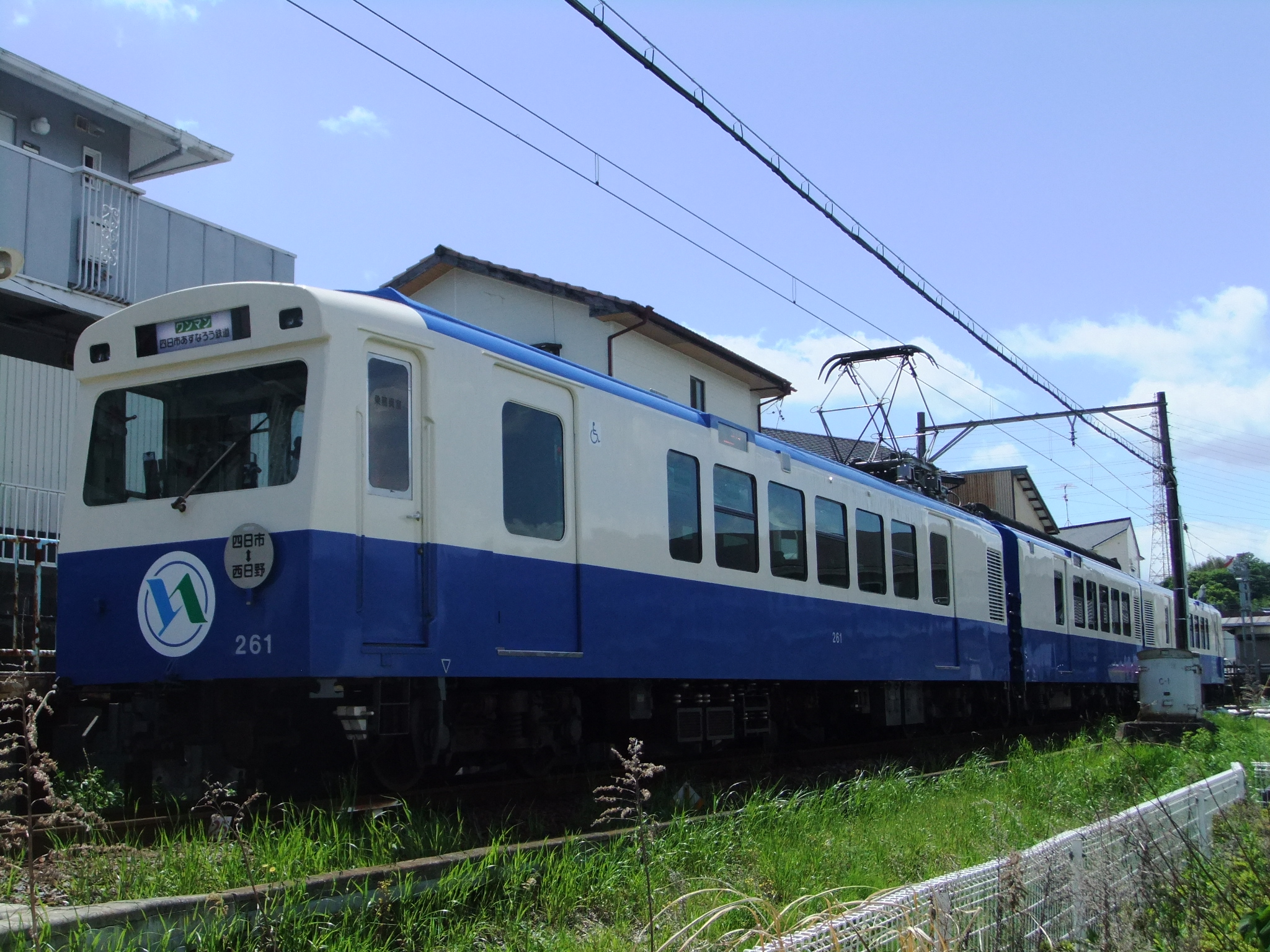
260계

## 역사
- 2012년 8월 21일 - 긴키 닛폰 철도가 우쓰베, 하치오지 선을 BRT화하는 정책 발표
- 2013년 9월 27일 - 긴키 닛폰 철도와 욧카이치시가 "공유 민영 방식"으로 노선을 유지하기로 합의
- 2014년 3월 27일 - 욧카이치 아스나로 철도 설립
- 2015년 4월 1일 - 우쓰베, 하치오지 선의 운영이 욧카이치 아스나로 철도로 이관

## 같이 보기
- 요로 철도: 긴테쓰의 노선이었던 요로 선을 운행하는 긴테쓰의 자회사
- 이가 철도: 긴테쓰의 노선이었던 이가 선을 운행하는 긴테쓰의 자회사
- 산기 철도: 긴테쓰의 노선이었던 호쿠세이 선을 운행하는 철도회사